# 聖マリア学院大学
聖マリア学院大学（せいマリアがくいんだいがく、英語: St.Mary's College）は、日本の私立大学。福岡県久留米市に本部を置く。
学校法人聖マリア学院が運営する看護系大学である。なお、長崎県長崎市にある聖マリア学院小学校・中学校とは無関係である。

## 沿革
- 2006年（平成18年）4月 - 聖マリア学院短期大学を改組して開学。
- 2010年（平成22年）4月 - 大学院を開設。
- 2013年（平成25年）4月 - 専攻科（助産学専攻）を設置。

## 教育および研究

### 組織

#### 学部
- 看護学部
  - 看護学科

#### 研究科
- 看護学研究科（修士課程）
  - 看護学専攻
    - 修士論文コース
      - 健康・療養支援看護学領域
      - MCH（周産期・母子）看護学領域
      - 統合看護学領域
      - データヘルスサイエンス看護学領域領域

    - 専門看護師コース
      - 慢性看護専門看護師コース
      - 母性看護専門看護師コース

#### 専攻科
- 助産学専攻

## 特色
カリスタ・ロイの唱えた「看護の適応モデル」を採用している。

## 関連校・関連施設
- 保健医療経営大学 - 本学と同じく聖マリアグループ傘下である[1]。
- 明光学園中学校・高等学校 - 系属校（2011年締結）[2]。
- 聖マリア病院 - 実習施設として隣接。